# Lothar Dittmer
Lothar Dittmer (* 2. September 1963) ist ein ehemaliger deutscher Fußballspieler.

## Karriere
Dittmer spielte bei Normannia Harburg und dem FC Süderelbe. Der Stürmer setzte sich mit Süderelbe an die Spitze der Landesliga und zog 1985 das Interesse des damaligen Zweitligisten FC St. Pauli auf sich, bevor er 1986 zum Hamburger SV kam. Im März 1986 unterzeichnete er beim HSV einen Zweijahresvertrag. Mit den Hanseaten spielte er in der Bundesliga. Erstmals in die Schlagzeilen als Bundesliga-Spieler geriet Dittmer, als er Mitte September 1986 im Heimspiel gegen den damaligen Tabellenführer Bayer 04 Leverkusen eingewechselt wurde und in der 78. Minute den 2:1-Siegtreffer erzielte. Er blieb eineinhalb Jahre, in denen er immer Ergänzungsspieler blieb und 31 Spiele absolvierte.
Vom HSV ging Dittmer, der von seinem früheren Süderelber Trainer Bernd Enge als Berater betreut wurde, Ende Januar 1988 zum Ligarivalen FC 08 Homburg. In der ersten Saison stieg Homburg ab. Dittmer erhielt anschließend keinen neuen Vertrag, im Sommer 1988 war Dittmer, der sich einer Adduktorenoperation unterziehen musste, wieder beim FC St. Pauli im Gespräch, der damals gerade in die Bundesliga aufgestiegen war. Aus einer Verpflichtung durch die Hamburger wurde aufgrund des Eingriffs nichts, der vereinslose Dittmer nahm aber ab Anfang Oktober 1988 am St. Pauli-Training teil, um in Form zu bleiben. Er spielte dann wieder beim FC Homburg, für den er insgesamt 30 Bundesligaspiele bestritt. Nach dem Bundesliga-Wiederaufstieg folgte zum Saisonabschluss 1989/90 für Dittmer mit den Homburgern als Tabellenletzter zusammen mit dem SV Waldhof Mannheim der erneute Abstieg in die 2. Bundesliga. Dittmer verließ Homburg und spielte mit Waldhof Mannheim in der 2. Bundesliga. Nach zwei Jahren bei Waldhof wechselte er in den Amateurbereich, es folgten Stationen beim Bonner SC, dem VfL Rheinbach, dem Lüneburger SK und im Spieljahr 1995/96 beim Verbandsligisten Rot-Gelb Harburg. Später spielte er bei den Alten Herren des TSV Elstorf, gelegentlich als Torwart, sowie für die Altliga-Mannschaft des Hamburger SV.
Als Trainer war Dittmer im Amateurbereich bei Rot-Gelb Harburg (ab 1996), beim Harburger SC (bis 2000), Bostelbeker SV (2000 bis 2005), TSV Elstorf und dem FC Süderelbe (Januar bis Juli 2010) tätig.
Sein jüngerer Bruder Kai Dittmer bestritt drei Zweitligaspiele für den FC St. Pauli.